# Svarthuvad gröngöling
Svarthuvad gröngöling (Picus erythropygius) är en fågel i familjen hackspettar inom ordningen hackspettartade fåglar.

## Utseende och läte
Svarthuvad gröngöling är en praktfull hackspett med mycket färgglad fjäderdräkt. Kombinationen av svart ansikte, ljusa ögon, gul strupe, gröna vingar, lysande röd undergump och vit buk är omisskännlig. Hanar har vidare en röd fläck på hjässan. Sången består av en rullande rytmisk serie med rätt torra skall, något påminnande om kacklande höns eller ett hysteriskt skratt som verkar börja från ingenstans.

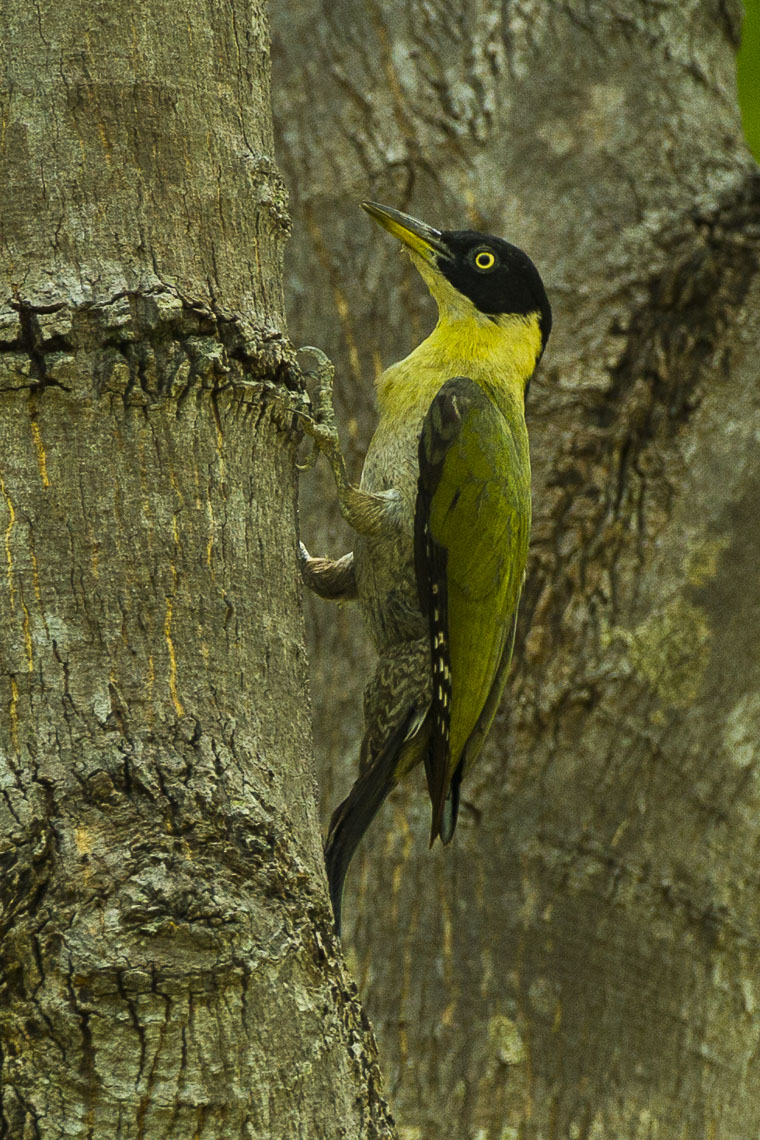

## Utbredning och systematik
Svarthuvad gröngöling förekommer i kontinentala Sydostasien. Den delas in i två underarter med följande utbredning:
- Picus erythropygius nigrigenis – förekommer i Myanmar och västra Thailand
- Picus erythropygius erythropygius – förekommer i nordöstra Thailand och Indokina

## Levnadssätt
Svarthuvad gröngöling föredrar torr lövskog och barrskog, ofta i låglänta områden och lägre bergstrakter. Den rör sig runt i aktiva ljudliga smågrupper, ofta tillsammans med skrikor eller trädskator, på jakt efter termiter, myror och andra ryggradslösa djur. Arten födosöker både i trädtaket, i undervegetationen och på marken. Häckningssäsongen sträcker sig från februari till juni. Som sina släktingar hackar den ut ett bohål i ett träd, vari den lägger tre till fyra ägg.

## Status och hot
Arten har ett stort utbredningsområde och en stor population, men tros minska i antal, dock inte tillräckligt kraftigt för att den ska betraktas som hotad. Internationella naturvårdsunionen IUCN listar därför arten som livskraftig (LC).